# S100A6
S100A6‏ (S100 calcium binding protein A6) هوَ بروتين يُشَفر بواسطة جين S100A6 في الإنسان.